# Andre Siems

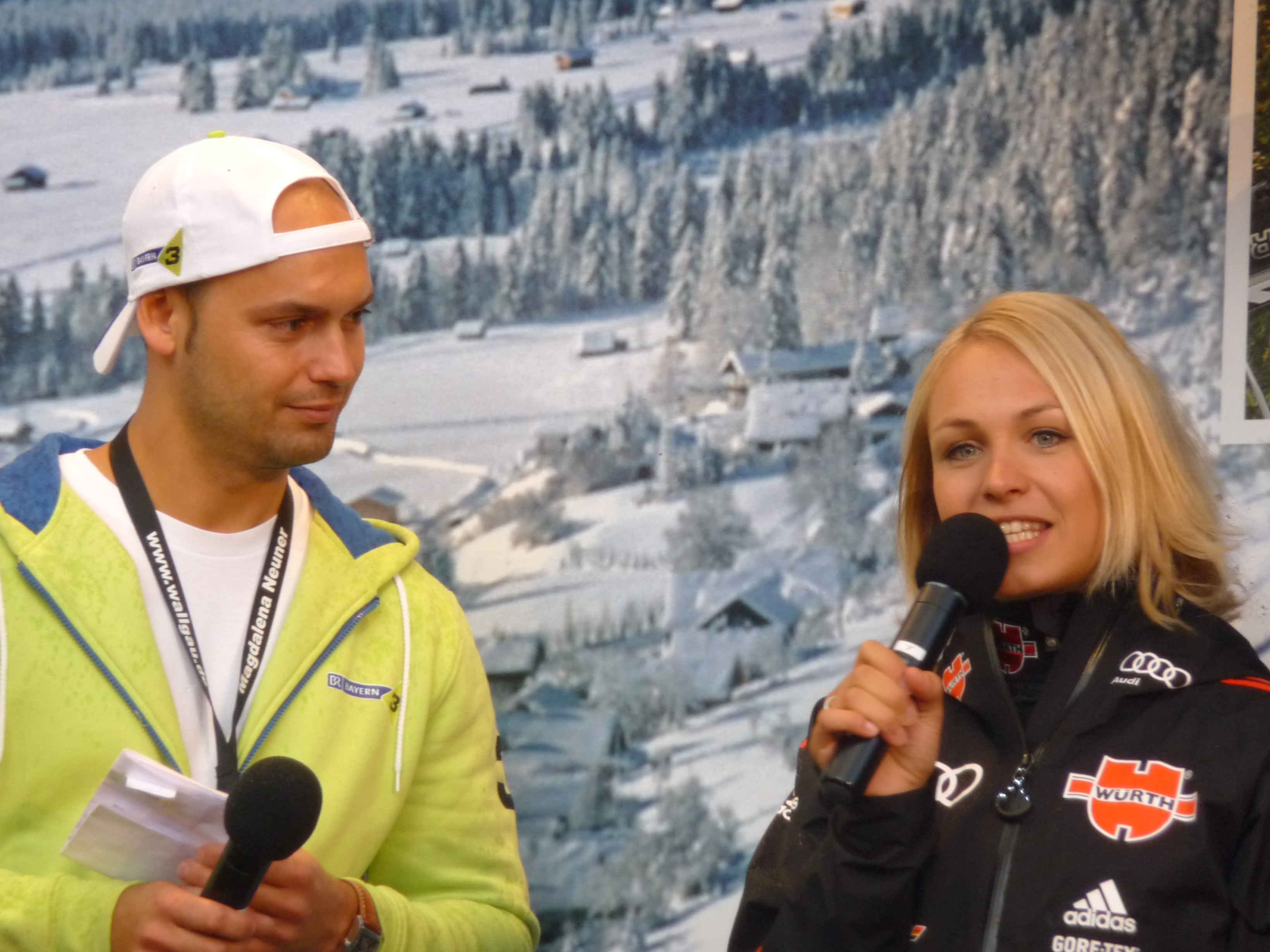
Andre Siems beim Empfang von Biathletin Magdalena Neuner in Wallgau, April 2011

Andre Siems (* 7. Juli 1975 in München) ist ein deutscher Journalist, Sportkommentator und Radiomoderator. Derzeit arbeitet er beim Bayerischen Rundfunk und beim Bezahlfernsehsender Sky Deutschland als Fußballkommentator.

## Werdegang
Andre Siems ist in Unterhaching aufgewachsen und ging auch dort zur Grundschule. Nachdem er drei Jahre ein Gymnasium in München besuchte, zog er im Alter von 15 Jahren nach Kärnten, wo er bis zum Abitur blieb. Er lebte insgesamt fünf Jahre am Pressegger See in der Nähe von Hermagor, davon einige Monate auch in Italien (Urbino), wo er die italienische Sprache lernte. Sein Abitur machte er auf Italienisch. Er gilt als Kenner des italienischen Fußballs – insbesondere der Serie A. Nach seiner schulischen Laufbahn kehrte Andre Siems nach München zurück, wo er Sprachen studierte und später nach einem Volontariat bei Radio Gong 96,3 beim Bayerischen Rundfunk (Bayern 3) anfing. Dort arbeitet er seit 1998. Zwei Jahre später wurde er Fußballkommentator beim Bezahlfernsehsender Sky Deutschland (früher Premiere), wo er vorrangig Spiele der italienischen und der spanischen Liga kommentiert. Seit der Saison 2007/2008 kommentiert Siems Fußballspiele in der ARD-Bundesliga-Konferenz im Hörfunk, danach ebenso Spiele des DFB-Pokals, der Fußball-Champions-League und der deutschen Fußballnationalmannschaft.
Zwischen 2000 und 2006 war Siems Stadionsprecher der SpVgg Unterhaching.

## Radiomoderator
Siems hat zweieinhalb Jahre zusammen mit Roman Roell die „Bayern 3 Morningshow“ moderiert und diverse andere Formate bei Bayern 3. Derzeit arbeitet er in der BR Sportredaktion als Moderator und Kommentator. Auf Bayern 1 und B5 aktuell ist er in der Fußball-Bundesliga und der UEFA Champions League zu hören. Auch im DFB-Pokal kommt er regelmäßig zum Einsatz. Seit 2017 kommentiert Andre Siems auch für das BR Fernsehen diverse Fußballspiele.

## Sonstiges
Andre Siems war als Reporter und Kommentator seit 2006 bei allen Fußball-Weltmeisterschaften dabei und hat 2018 auch das Finale für den ARD Hörfunk kommentiert. Seit 2008 war er bei allen Fußball-Europameisterschaften im ARD Hörfunk vor Ort und hat 2016 das EM Finale kommentieren dürfen. Seine große Leidenschaft ist der Wintersport. Seit 2010 kommentiert er bei Olympischen Spielen Biathlon und Ski alpin und auch die Biathlon und Ski alpin Weltcups. Seit mehreren Jahren ist Siems Streckensprecher beim Ski alpin Weltcup in Garmisch-Partenkirchen und Eventmoderator beim Langstreckentriathlon in Roth. 2019 wurde er mit dem "Herbert Zimmermann Preis" in der Kategorie: "Beste Reportage" ausgezeichnet.

## Privates
Seit August 2014 ist er mit einer Sulzbach-Rosenbergerin (Oberpfalz) verheiratet und wohnt in Starnberg.